# دمیتریفکا (شهرستان گافوریسکی، باشقیرستان)
دمیتریفکا (انگلیسی: Dmitriyevka, Beloozersky Selsoviet, Gafuriysky District, Republic of Bashkortostan) یک شهرک در شهرستان گافوریسکی استان باشقیرستان کشور روسیه است.